# Élections locales britanniques de 1982 à Londres
Les élections locales britanniques de 1982 ont lieu le 6 mai 1982 en Angleterre. À Londres, 1 914 conseillers d'arrondissement sont à élire.

## Résultats

### Global
| Parti | Parti                 | Votes   | Votes | Votes | Conseils | Conseils | Sièges | Sièges |
| Parti | Parti                 | Voix    | %     | +/-   | Élus     | +/-      | Élus   | +/-    |
| ----- | --------------------- | ------- | ----- | ----- | -------- | -------- | ------ | ------ |
|       | Parti conservateur    | 912 005 | 42,2  | -6,5  | 17       | =        | 984    | +24    |
|       | Parti travailliste    | 652 430 | 30,2  | -8,9  | 12       | -2       | 781    | -101   |
|       | Alliance SDP-Libéraux | 530 340 | 24,6  | +17,5 | 0        | =        | 124    | +94    |
|       | Autres                | 64 387  | 3,0   | -2,1  | 0        | =        | 25     | -11    |
|       | Conseil sans majorité |         |       |       | 3        | +2       |        |        |
| Total | Total                 |         |       |       | 32       | 32       | 1 914  | 1 914  |

### Par arrondissement

Résultats à Londres.

| Conseil                | Majorité sortante | Majorité sortante | Majorité élue | Majorité élue |
| ---------------------- | ----------------- | ----------------- | ------------- | ------------- |
| Barking and Dagenham   |                   | Travailliste      |               | Travailliste  |
| Barnet                 |                   | Conservateur      |               | Conservateur  |
| Bexley                 |                   | Conservateur      |               | Conservateur  |
| Brent                  |                   | Travailliste      |               | Travailliste  |
| Bromley                |                   | Conservateur      |               | Conservateur  |
| Camden                 |                   | Travailliste      |               | Travailliste  |
| Croydon                |                   | Conservateur      |               | Conservateur  |
| Ealing                 |                   | Conservateur      |               | Conservateur  |
| Enfield                |                   | Conservateur      |               | Conservateur  |
| Greenwich              |                   | Travailliste      |               | Travailliste  |
| Hackney                |                   | Travailliste      |               | Travailliste  |
| Hammersmith and Fulham |                   | Sans majorité     |               | Sans majorité |
| Haringey               |                   | Travailliste      |               | Travailliste  |
| Harrow                 |                   | Conservateur      |               | Conservateur  |
| Havering               |                   | Conservateur      |               | Conservateur  |
| Hillingdon             |                   | Conservateur      |               | Conservateur  |
| Hounslow               |                   | Travailliste      |               | Travailliste  |
| Islington              |                   | Travailliste      |               | Travailliste  |
| Kensington and Chelsea |                   | Conservateur      |               | Conservateur  |
| Kingston upon Thames   |                   | Conservateur      |               | Conservateur  |
| Lambeth                |                   | Travailliste      |               | Sans majorité |
| Lewisham               |                   | Travailliste      |               | Travailliste  |
| Merton                 |                   | Conservateur      |               | Conservateur  |
| Newham                 |                   | Travailliste      |               | Travailliste  |
| Redbridge              |                   | Conservateur      |               | Conservateur  |
| Richmond upon Thames   |                   | Conservateur      |               | Conservateur  |
| Southwark              |                   | Travailliste      |               | Travailliste  |
| Sutton                 |                   | Conservateur      |               | Conservateur  |
| Tower Hamlets          |                   | Travailliste      |               | Travailliste  |
| Waltham Forest         |                   | Travailliste      |               | Sans majorité |
| Wandsworth             |                   | Conservateur      |               | Conservateur  |
| Westminster            |                   | Conservateur      |               | Conservateur  |